# Berta Vázquez
Berta Vázquez, pseudonimo di Birtukan Alina Tibebe (Kiev, 28 marzo 1992), è un'attrice ucraina naturalizzata spagnola.È nota per aver interpretato Estefania Cabila in Vis a vis - Il prezzo del riscatto.

## Biografia
Nata a Kiev, in Ucraina, nel 1992, ha origini ucraine dalla parte della madre ed etiopi dalla parte del padre. Si è trasferita a Elche, in Spagna, all'età di 3 anni e da allora vive con una famiglia adottiva. Ha iniziato la sua formazione artistica nel mondo della danza alla scuola Paula Yeray di Elche, e grazie a questi studi nascono le prime opportunità nel mondo dello spettacolo e della musica.
All'età di 18 anni si trasferisce da Elche a Madrid. Nel 2013 invia un video musicale per il casting di The Voice of Spain, senza tuttavia essere scelta.
Nel 2014, viene selezionata per il ruolo nel suo primo film intitolato Palmeras en la nieve (2015), basato sul romanzo di Luz Gabás. Ha interpretato Basila, la quale si innamora di Kilian, interpretato da Mario Casas. Nello stesso anno ha interpretato il suo ruolo più importante come attrice: Estefanía Kabila "Rizos" in Vis a vis - Il prezzo del riscatto.

## Filmografia

### Cinema
- L'Agent, regia di Penélope Cruz (2013) - cortometraggio
- Palmeras en la nieve, regia di Fernando González Molina (2015)
- En tu cabeza, regia di Daniel Sánchez Arévalo, Borja Cobeaga, Kike Maíllo (2016)
- Las pequeñas cosas, regia di Alberto Rodríguez Librero (2016) - cortometraggio
- Le leggi della termodinamica, regia di Mateo Gil (2018)
- Apocalisse Z: l'inizio della fine, regia di Carles Torrens (2024)
- A Hipster in Rural Spain (2024)

### Televisione
- Vis a vis - Il prezzo del riscatto - serie TV, (2015-2019)
- Paquita Salas - serie TV, (2016-2018)
- El accidente - serie TV, (2017-2018)
- Benvenuti a Eden - serie TV, (2022)

### Doppiatrice
- Harley Quinn in LEGO Batman - Il film
- Meeche in Smallfoot - Il mio amico delle nevi